# 앙네스 칼손
앙네스 칼손(스웨덴어: Agnes Carlsson, 1988년 3월 6일~)은 스웨덴의 가수이다. 2005년 스웨덴의 TV4에서 주최한 오디션 프로그램 IDOL 2005에서 우승을 차지하였고, 그 해 정규 앨범 'Agnes'를 발표하며 정식 가수 데뷔를 하였다.

## 음반 목록

### 정규 앨범
- Agnes(2005)
- Stronger(2006)
- Dance Love Pop(2008)
- Veritas(2012)

### 컴필레이션 앨범
- Collection(2013)